# Witold Waszczykowski
Witold Jan Waszczykowski,  né le 5 mai 1957 à Piotrków Trybunalski, est un homme d'État polonais membre de Droit et justice (PiS).

## Biographie
Il devient sous-secrétaire d'État au ministère des Affaires étrangères en novembre 2005. Relevé de ses fonctions en août 2008, il est aussitôt désigné chef adjoint du bureau de la sécurité nationale (BBN).
Il quitte son poste en juillet 2010. En novembre, il se présente au poste de président (maire) de Łódź avec le soutien de Droit et justice, mais il échoue au premier tour. Environ un an plus tard, il postule à un mandat de député dans la circonscription de Łódź lors des élections législatives du 9 octobre 2011. Il engrange 36 854 voix de préférence, remporte un siège à la Diète et adhère à PiS.
Au cours des élections législatives du 21 octobre 2015, il se présente dans la circonscription de Sieradz et totalise 32 909 suffrages préférentiels, conservant ainsi son mandat parlementaire.
Le 16 novembre, Witold Waszczykowski est nommé ministre des Affaires étrangères dans le gouvernement de la conservatrice Beata Szydło. Le 9 janvier 2018, il perd ce portefeuille qu'il avait conservé lors de la constitution du gouvernement de Mateusz Morawiecki le mois précédent.